# Incommode
Incommode (dt.: „Unbequem“) ist eine Siedlung im Gebiet von Goodlands, südlich der Landeshauptstadt Castries im Quarter (Distrikt) Castries im Westen des Inselstaates St. Lucia in der Karibik. 

## Geographie
Der Ort liegt am Südhang des Morne Fortune über dem Tal des Cul de Sac.
Im Ort gibt es die Heavy Equipment Academy.

## Klima
Nach dem Köppen-Geiger-System zeichnet sich Incommode durch ein tropisches Klima mit der Kurzbezeichnung Af aus.